# Hadromorphus
Hadromorphus is een geslacht van kevers uit de familie  
kniptorren (Elateridae).
Het geslacht is voor het eerst wetenschappelijk beschreven in 1859 door Motschulsky.

## Soorten
Het geslacht omvat de volgende soorten:
- Hadromorphus callidus (Brown, 1936)
- Hadromorphus glaucus (Germar, 1843)
- Hadromorphus inflatus (Say, 1825)
- Hadromorphus inutilis (Brown, 1936)
- Hadromorphus similissimus Motschulsky, 1859